# Велма (Оклахома)
Велма (енгл. Velma) град је у америчкој савезној држави Оклахома.

## Демографија
По попису из 2010. године број становника је 620, што је 44 (-6,6%) становника мање него 2000. године.
| Група             | 2000.       | 2010.       |
| Белци             | 601 (90,5%) | 537 (86,6%) |
| Афроамериканци    | 0 (0,0%)    | 4 (0,6%)    |
| Азијати           | 0 (0,0%)    | 0 (0,0%)    |
| Хиспаноамериканци | 7 (1,1%)    | 17 (2,7%)   |
| Укупно            | 664         | 620         |